# Dobór personelu
Dobór pracowników – dopasowanie cech stanowiska pracy i kandydata, w których potencjał zawodowy pracownika jest jak najbardziej dopasowany do wymogów stanowiska pracy. Celem doboru jest pozyskanie pracowników w odpowiedniej liczbie, o odpowiednich kompetencjach w stosownym czasie, tak, aby zapewnić ciągłość, skuteczność i efektywność funkcjonowania organizacji. 
Proces doboru pracowników składa się z trzech faz: rekrutacji, selekcji oraz wprowadzenia nowego pracownika na stanowisko pracy. Odpowiednie dobranie pracownika wiąże się z określonymi potrzebami informacyjnymi przed podjęciem ostatecznej decyzji o jego zatrudnieniu. Źródłami informacji są dokumenty takie jak: kwestionariusz osobowy, referencje, życiorys zawodowy, rozmowa kwalifikacyjna czy testy psychologiczne. 